# Mięsień łonowo-guziczny
Mięsień łonowo-guziczny (łac. musculus pubococcygeus) − w anatomii człowieka mięsień stanowiący przednią część mięśnia dźwigacza odbytu. Jego miejsca przyczepu to gałąź dolna kości łonowej i przyśrodkowa część łuku ścięgnistego dźwigacza odbytu, stanowiącego wzmocnione pasmo powięzi zasłonowej. Jego włókna sięgają do gruczołu krokowego lub pochwy, kości guzicznej, środka ścięgnistego krocza, odbytnicy i jej kanału. 
W obrębie mięśnia wyróżnia się trzy połączone ze sobą części: boczny mięsień łonowo-guziczny właściwy (łac. musculus pubococcygeus proprius), bardziej przednio-przyśrodkowy mięsień łonowo-odbytniczy (łac. musculus puborectalis) i leżący najbardziej z przodu i przyśrodkowo mięsień dźwigacz stercza u mężczyzn lub mięsień dźwigacz pochwy u kobiet (łac. musculus levator prostatae, musculus levator vaginae).
Mięsień łonowo-guziczny właściwy dochodzi do więzadła odbytowo-guzicznego i kości guzicznej. Część włókien mięśnia łonowo-odbytniczego (włókna przyodbytnicze) układa się pomiędzy mięśniami zwieraczem wewnętrznym odbytu a zwieraczem zewnętrznym odbytu, inna część (włókna przedodbytnicze) krzyżuje się z włóknami drugiej strony i kończy w środku ścięgnistym krocza, jeszcze inna (włókna zaodbytnicze), otacza kanał odbytu tworząc pętlę podtrzymującą zgięcie kroczowe odbytnicy. Mięsień dźwigacz stercza lub dźwigacz pochwy okrążają odpowiednio u mężczyzny wierzchołek gruczołu krokowego a u kobiety pochwę, kończąc się w środku ścięgnistym krocza.
Mięsień łonowo-guziczny unaczyniony jest przez tętnicę odbytniczą środkową i tętnicę odbytniczą dolną (od tętnicy biodrowej wewnętrznej), a unerwiony przez gałęzie splotu krzyżowego.